# Hussain al-Moqahwi
Hussain al-Moqahwi (arabisch حسين المقهوي, DMG Ḥusain al-Muqahwī; * 24. März 1988 in Hofuf) ist ein saudi-arabischer Fußballspieler.

## Karriere

### Verein
Er entstammt der Jugend des al-Adalah FC von wo aus er zur Saison 2006/07 in die erste Mannschaft vorstieß. Zur Spielzeit 2010/11 folgte sein erster Wechsel zu al-Fateh, wo er für vier Jahre aktiv war. Hier gelang ihm mit seiner Mannschaft der Gewinn der saudischen Meisterschaft in der Saison 2012/13 sowie der darauffolgende Gewinn des Superpokals. Seit der Saison 2014/15 ist er bei al-Ahli unter Vertrag. Mit diesem Klub gelang ihm bislang in der Saison 2014/15 der Gewinn des Crown Prince Cup sowie in der Saison 2015/16 das Double aus Meisterschaft und nationalem Pokal sowie dann noch einmal der Gewinn des Superpokals zum Start der Folgesaison. Zur Spielzeit 2022/23 kehrte er noch einmal zu al-Fateh zurück.

### Nationalmannschaft
Zwar stand er bereits im Februar und März 2013 bei zwei Spielen der Qualifikation für die Asienmeisterschaft 2015 im Kader der saudi-arabischen Nationalmannschaft, jedoch bekam er in diesen Partien keine Einsatzzeit. Erst am 11. Juni 2015 bei einem 3:2-Sieg über Palästina in der Qualifikation für die Weltmeisterschaft 2018 bekam er erstmals einen Einsatz. Bei der Partie stand er in der Startelf und verließ auch im gesamten Spielverlauf nicht das Spielfeld. Nach weiteren Einsätzen in Freundschafts- und Qualifikationsspielen stand er schließlich auch im Kader der Weltmeisterschaft 2018. Bei der Auftaktpartie der Gruppenphase stand er zwar nicht auf dem Spielfeld, jedoch kam er in den beiden restlichen Spielen zum Einsatz, im letzten dabei sogar über die volle Spielzeit. Auch bei der Asienmeisterschaft 2019 stand er mit im Kader und spielte in jeder Partie über die volle Spielzeit. In den beiden letzten Spielen trug er sogar die Kapitänsbinde.